# Враниште (Гора)
Враниште (алб. Vranishtë) је горанско село у Општини Гора, на Косову и Метохији. По законима привремених институција Косова ово насеље је у саставу општине Драгаш. Атар насеља се налази на територији катастарске општине Враниште површине 1387 ha. Некада је било и седиште општине Враништа у Горском срезу.
У њему је седиште локалне самоуправе, која функционише по српским законима.
Враниште се налази на брду у подножју планине у региону Горе, на месту где успон није превелик. Кроз насеље пролази асфалтирани пут, који се отвара у централни јавни простор (где с времена на време, такси сачекује путнике). У неким деловима, насеље је збијено, али се протеже и шири са обе стране пута. Постоји велики број традиционалних кућа, које су у врло лошем стању.

## Историја
Некада је село било православно. Православни живаљ се махом иселио за Призрен или је страдао током горанског устанка у против Турака 19. веку. Први пут се помиње у повељи манастира Светих Арханђела код Призрена, у којој Стефан Душан 1348. године основао манастир и дао му многа села у посед. У Враништу су сачувани остаци старог хришћанског гробља и три црквишта. Изван села се налазе остаци цркве за коју се мисли да је била манастир. Иван Јастребов село спомиње као Вранић и да је ту постојала мала сеоска црква. Тада је било видљиво мало хришћанско гробље.

## Инфраструктура
Само 30% становништва се снабдева водом (из бунара). У насељу не постоји пошта, а покривеност мобилне телефоније је одлична.

## Образовање
У селу се налази Основна школа „25. мај“, са школском управом у Косовској Митровици. Школа има 12 наставника, око 40 ученика, 4 учионице, салу за физичко, библиотеку и могућност приступа интернету. Школска зграда заузима површину од 286  и налази се у солидном стању.

## Обичаји
Ђурђевдан се обележава у региону Горе прославама са традиционалном музиком и народним ношњама. Главно место сусрета 6. маја је у близини села Враниште. За Ђурђевдан се у Гори договарају свадбе.

## Предања
Тврди се да је почетком 20. века у селу још увек живела једна православка, којој су њени поисламљени синови одредили кутак у соби где ће на свој начин обављати хришћански обред.

## Демографија
Враниште има горанску етничку већину. Према попису априла 2011. године у насељу живи 352. становника, од чега су 334 Горанци. Све до 1981. године се региструје пораст броја становника. Једно је од 12 насеља општине, које од 1981. године бележи опште смањење броја становника, што је према ауторима плана за развој општине Драгаш за период 2012—2022, по програму Уједињених нација за развој, последица „стрмине терена, која отежава приступ за продуктивну пољопривреду и послове“, с обзиром да се налази у „брдовитој области у централном делу општине“. Структура становништва Враништа указује на старење становништва, са већином становника старости 50—64 година.
Број становника на пописима:
- попис становништва 1948. године: 755
- попис становништва 1953. године: 771
- попис становништва 1961. године: 815
- попис становништва 1971. године: 884
- попис становништва 1981. године: 926
- попис становништва 1991. године: 731
- према проценама косовске агенције за статистику 2008. године: 297[а]

Насеље има 15 регистрованих предузећа са 18 запослених.

### Попис2011.
На попису становништва 2011. године, Враниште је имало 352 становника, следећег националног састава:
| Попис 2011.‍ | Попис 2011.‍ | Попис 2011.‍ | Попис 2011.‍ | Попис 2011.‍ |
| ----------- | ----------- | ----------- | ----------- | ----------- |
|             |             |             |             |             |
| Горанци     | Горанци     |             | 334         | 94,88%      |
| Бошњаци     | Бошњаци     |             | 15          | 4,26%       |
| неизјашњено | неизјашњено |             | 3           | 0,86%       |
| укупно: 352 |             |             |             |             |